# Katsudon
Katsudon (カツ丼) er en japansk ret bestående af en skål ris sammen med et halvkogt æg og en sprød schnitzel. Navnet er sammensat af tonkatsu (paneret svineschnitzel) og donburi (keramikskål). 
Det er en af de mest populære donburi-retter sammen med tendon (med tempura), gyuudon (med oksekød) og oyakodon (med æg og kylling).
For japanske skoleelever og studerende er det med tiden blevet til et ritual at spise katsudon før en vigtig eksamen, da "katsu" er et homofon med udsagnsordet katsu (勝つ), der betyder "at vinde".